# Johannes Palitzsch

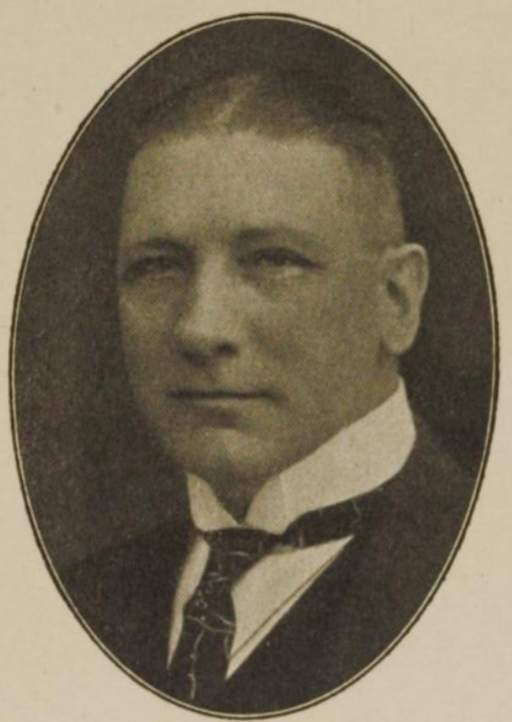
Johannes Palitzsch

Friedrich Johannes (Hans) Palitzsch (* 26. März 1878 in Chemnitz; † 31. Mai 1972 in Köln) war ein deutscher Polizeipräsident und zuletzt Präsident des sächsischen Landeskriminalamtes.

## Leben und Wirken
Er war der Sohn des Geheimen Baurates Carl Friedrich Hermann Palitzsch. Hans Palitzsch besuchte das Gymnasium in Dresden-Neustadt, wo er das Zeugnis der Reife erlangte. Ab Ostern 1897 studierte an der Universität Leipzig Rechtswissenschaften und war anschließend im Justizdienst tätig. Palitzsch absolvierte seinen Militärdienst beim königlich-sächsischen Feldartillerie-Regiment Nr. 32, wo er am 11. Juni 1913 zum Oberleutnant im Beurlaubtenstand avancierte. Der Gerichtsassessor Palitzsch wurde am 1. Dezember 1912 zum Staatsanwalt beim Landgericht Plauen ernannt. Ab dem 1. Juli 1914 wurde der Staatsanwalt Palitzsch in das Dresdner Polizeipräsidium berufen, dessen Kriminalabteilung er 1918 als Oberregierungsrat übernahm. Im Ersten Weltkrieg diente Palitzsch als Hauptmann und Batterieführer und war zusätzlich als einer von wenigen Reserveoffizieren als Abschnittsführer im stellvertretenden Großen Generalstab. 1920 trat er sich für eine höhere Besoldung der Kriminalbeamten ein.
Am 1. Oktober 1922 wurde er Leiter des Landeskriminalamts und wurde international ausgezeichnet. Palitzsch war maßgeblich an der Gründung der Internationalen Kriminalpolizeilichen Kommission (IKK, auch IKPK, heute Interpol) und der Deutschen Kriminalpolizeilichen Kommission (DKK) beteiligt. In der IKK gehörte er von 1926 bis 1933 dem Verwaltungsausschuss an.
Nach vorübergehender Auflösung des Landeskriminalamtes in Dresden wurde der promovierte Palitzsch im September 1931 anstelle des in den Ruhestand tretenden Präsidenten Otto Kühn Polizeipräsident der Landeshauptstadt Dresden. Am 1. Oktober 1931 trat er das Amt an. Nach der Machtergreifung der Nationalsozialisten wurde er für rund zwei Wochen mit der Leitung des Polizeipräsidiums Leipzig beauftragt, nachdem der vorherige Polizeipräsident Heinrich Fleißner aufgrund seiner politischen Aktivitäten bis auf weiteres beurlaubt wurde. Im März 1933 wurde er Präsident der Kriminalpolizei und Abteilungsleiter im Sächsischen Ministerium des Innern. Zum 1. Mai 1933 trat er in die NSDAP ein (Mitgliedsnummer 2.448.998). Nach der Wiedererrichtung des Landeskriminalamts wurde er erneut dessen Präsident. In dieser Eigenschaft unterstand ihm auch die sogenannte Schutzhaftzentrale. In dieser Funktion besichtigte er am 8. Mai 1933 zusammen mit dem Amtshauptmann Hans Sievert, dem Bautzner Oberbürgermeister Walther Förster und weiteren Personen das im April 1933 eingerichtete frühe Konzentrationslager „Kupferhammer“ in Bautzen.
1937 wurde Palitzsch von der Regierung Finnlands mit dem Kommandeurskreuz des Ordens der Weißen Rose ausgezeichnet. Am 31. März 1938 trat er in den Ruhestand.
Im Jahr 1949 flüchtete Palitzsch nach mehrfacher Verhaftung von Dresden nach Köln. Dort starb er am 31. Mai 1972. Seine Urne wurde auf dem Urnenhain Tolkewitz in Dresden neben seinem Bruder Friedrich Palitzsch bestattet.

## Veröffentlichungen
- Reform der Polizeiverwaltung. In: Gerhard Anschütz u. a. (Hrsg.): Handbuch der Politik. Dritte Auflage. Dritter Band: Die politische Erneuerung. Rothschild, Berlin und Leipzig 1921, S. 151–155.
- Das Dresdner Polizeiwesen unter dem Gesichtspunkte der großen sächsischen Polizeireform. In: Johann Erich Gottschalch (Hrsg.): Dresdner Kalender 1925, S. 123–131.
- Die Bekämpfung des internationalen Verbrechertums. Otto Meissners Verlag, Hamburg 1926.
- Das Landeskriminalmuseum in Dresden. In: Johann Erich Gottschalch (Hrsg.): Jahrbuch und Chronik Dresden 1931, S. 28–31.